# KSP-76

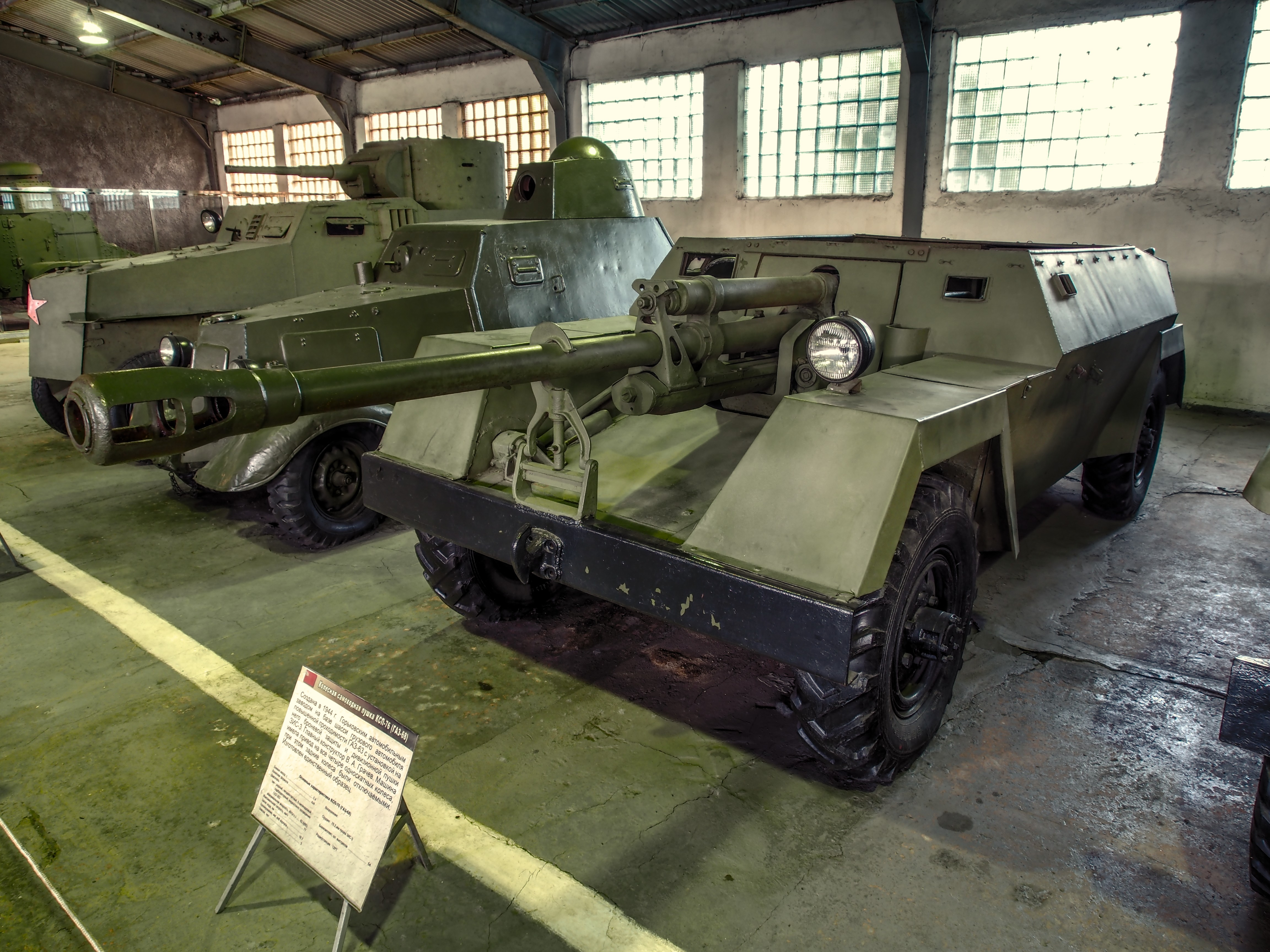
クビンカ戦車博物館に収蔵されているKSP-76

KSP-76は、1943年に開発が始められたソビエト連邦の装輪式自走砲である。GAZ-68としても知られる。本車はZiS-3 76mm野砲を装輪車輌に搭載したもので、その意図は偵察部隊や空挺部隊に支援を与えることにあった。軽量の車体では連続的な主砲の射撃に耐えられないことが確かめられ、この計画が試作段階から出ることはなかった。

## 説明
KSP-76の乗員は3名である。乗員は車長兼砲手、砲手兼装填手、および操縦手で構成された。車体は3つの部分に分かれている。主砲は車体前部に搭載され、戦闘室が車体中央に配置された。またエンジンは車体後部に置かれた。燃料タンクは140リットルの容量を持ち、これはエンジンの左側に位置していた。76.2mm砲弾は54発が搭載されていた。